# Marcowe migdały
Marcowe migdały – polski film obyczajowy z 1989 roku w reżyserii Radosława Piwowarskiego.
Zdjęcia do filmu powstały: w Bardzie (stacja kolejowa, dom przy ul. 1 Maja 11, tunel kolejowy), w Trzebnicy (dworzec PKP), na osiedlu Nysa w Kłodzku, we Wrocławiu (plac Piłsudskiego na osiedlu Karłowice) oraz w Warszawie (cmentarz żydowski na Woli).

## Obsada
- Olaf Lubaszenko − Tomek
- Piotr Siwkiewicz − Marcyś Siedlecki
- Monika Bolibrzuch − Bronka
- Małgorzata Piorun − Ola Kos
- Igor Przegrodzki − profesor Olszyna
- Zdzisław Kuźniar − Kos, ojciec Oli
- Robert Gonera − Jacek Zybiga "Hefajstos"
- Jolanta Nowak − nauczycielka
- Hanna Skarżanka − dyrektorka liceum
- Marek Wrona − "Prymus"
- Robert Kowalski − Maciek Ankiewicz "Andżulina"
- Andrzej Mastalerz − "Palacz"
- Magdalena Curyk − Magda
- Tomasz Majeran − zetemesowiec
- Maciej Orłowski − Wojtek Marciniak
- Henryk Niebudek − nauczyciel
- Zdzisław Sośnierz − Heniek, robotnik w fabryce, sublokator Tomka
- Halina Wyrodek − Ela, żona Heńka
- Stanisław Brudny − dziadek Tomka
- Andrzej Mrozek − Haneman, dyrektor fabryki

## Nagrody
- 1990: Nagroda Międzynarodowego Forum Kultury
- 1990: Srebrne Grono na XX Lubuskim Lecie Filmowym